# Hainberg (Ebersbach)
Der Hainberg (400 m), früher auch Haineberg bzw. Großer Haineberg, ist eine Erhebung im Östlichen Oberlausitzer Bergland in der Östlichen Oberlausitz. Er liegt nahe der tschechischen Grenze auf der Gemarkung Ebersbach/Sa. der Stadt Ebersbach-Neugersdorf und wird wegen seiner Lage auch als Balkon von Ebersbach bezeichnet.

## Lage
Der Hainberg befindet sich zwischen den Tälern der Spree und des Ritterbaches. Er wird umgeben im Westen und Norden vom Hempel, im Osten von der Haine und im Süden von Altgeorgswalde. Die Bahnstrecke Oberoderwitz–Wilthen führt östlich und nördlich um den Berg.
Nördlich erhebt sich der Wacheberg (384 m), im Nordosten der Bauerberg (406 m) und der Klunst (ehem. 440 m), östlich der Steinberg (416 m) und der Jeremiasberg (380 m), im Südosten der Schlechteberg (485 m), südwestlich der Georgswalder Berg (Toulčí vrch, 448 m) und im Westen der Buchberg (395 m) und der Steinberg (385 m).

## Beschreibung
Der Hainberg ist der nördlichste und höchste Gipfel eines sich zwischen dem Ritterbach- und Spreetal über die deutsch-tschechische Grenze erstreckenden unbewaldeten Bergplateaus, zu dem beiderseits der Grenze weitere, wenig herausragende namenlose Kuppen gehören. Dazu gehören südwestlich zwei Erhebungen (382 m und 383 m) in Tschechien, südlich der sogenannte Krankenhausberg (392 m) und der Georgswalder Ziegelberg (396 m) sowie südöstlich der Windmühlberg (389 m). Zum Ritterbachtal fällt der Hainberg steil und zu den Spreetälern dagegen sanft ab. An seinem östlichen Fuße vereinigen sich die Oberspree und die Spreedorfer Spree zur Spree.
Vom Hainberg bietet sich eine weite Aussicht über die in den umliegenden Tälern gelegenen Ortschaften Hempel, Friedersdorf und Ebersbach.

## Geschichte
1569 wurde das Plateau als Schöpsenhaine bezeichnet, später wurde der Hauptgipfel die Vordere Haine genannt. Zu dieser Zeit wurde der Hainberg von den Schafhirten des Georgswalder Hofes als Weideplatz genutzt. Ab 1703 erfolgte eine Besiedlung der zum Mundgut Ebersbach gehörigen Fluren am Osthang des Hainberges. Auf dem Hainberggipfel eröffnete 1868 ein Gasthaus. 1871 wurde auf dem südöstlichen Nebengipfel über der Haine eine Windmühle errichtet; sie stellte 1890 ihren Betrieb ein und wurde danach abgebrochen. Die Hainbergbaude wurde 1998 neu aufgebaut und wird heute als Hotel und Gaststätte bewirtschaftet.